# Svatá rodina (kniha)
Svatá rodina (orig. Die heilige Familie) je filozofická práce Marxova a Engelsova, jež patří k ranému období jejich činnosti a která je namířena proti mladohegelovcům. To je první společné dílo Karla Marxe a Bedřicha Engelse.

## Obsah díla
Svatá rodina je ještě pod silným vlivem Feuerbachova materialismu. V tomto díle Karl Marx a Friedrich Engels se ještě sami nenazývají komunisty, i když jimi ve skutečnosti již jsou. Rozvíjejí v podstatě komunistické názory, charakterizují je však feuerbachovským termínem „realný humanismus“. V tomto díle rozvíjejí Karl Marx a Friedrich Engels velmi důležitou tezi o historické úloze proletariátu a o nutnosti revolučního zničení kapitalismu. Svatá rodina obsahuje řadu důležitých výroků o dějinách filozofie, které jsou zkoumány jako dějiny materialismu proti idealismu. Zvláštní pozornost je věnována dějinám materialismu v Anglii a ve Francii a kritice mechanistického materialismu.